# Замок Кличкув
Замок Кличкув (пол. Zamek Kliczków, нем. Schloss Klitschdorf) — замок, расположенный в селе Кличкув в гмине Осечница Болеславецкого повета Нижнесилезского воеводства в Польше.

## История

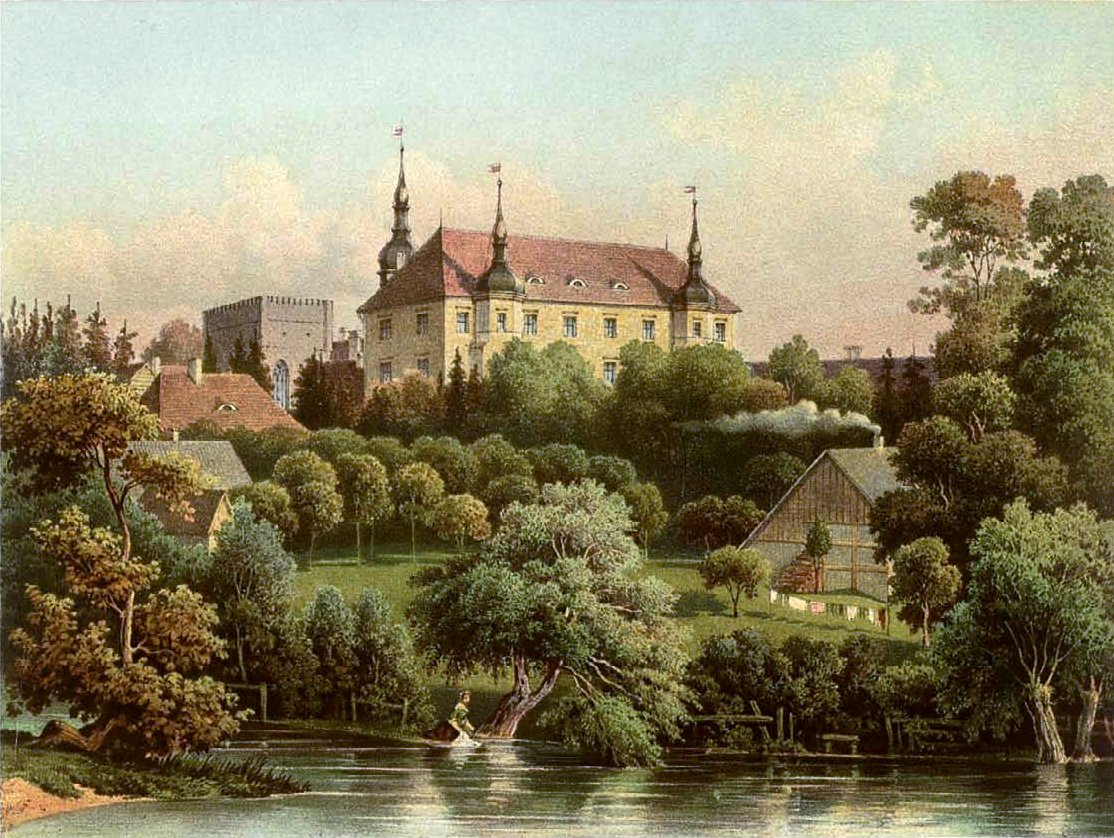
Замок в Кличкуве в 1860 году. Из коллекции Александра Дункера

Замок наиболее вероятно был основан свидницко-яворским князем Болеславом I Суровым как пограничное укрепление на реке Квисе. Первое упоминание о замке датируется 1297 годом. В 1391 году он перешел в собственность рода Рехенбергов из Саксонии, которой он принадлежал два с половиной века.
Главное здание замка было построено в 1585 году в стиле ренессанса. В 1611 году замок посетил король Богемии Матвей Габсбург, который позже стал императором Священной Римской империи.
После нескольких смен собственников, в 1767 году замок перешел во владение графа Ганса Кристиана цу Золмс-Барута. Род Золмс-Барутов владел замком вплоть до середины XX века.
В начале XIX века было осуществлено переустройство ренессансного замка, в частности, к нему была пристроена неоготическая башня, новый конный манеж и частично изменены интерьеры.
В 1877 году замок перешел во владение Фридриха Германа цу Золмс-Барута. В 1881 году берлинские архитекторы Генрих Йозеф Кайзер и Карл фон Гросхайм начали очередную перестройку замка, которая длилась на протяжении четырех лет. При этом они смешивали разные стили: английскую готическую архитектуру с итальянским ренессансом и французским маньеризмом. В то же время известным ландшафтным дизайнером Эдуардом Петцольдом был спроектирован более чем 80-гектарный парк в английском стиле.
В начале XX века Кличкув стал довольно популярным местом отдыха и развлечения для немецкой аристократии, так в охоте, организованной владельцами замка, принял участие сам император Вильгельм II.
В 1920 году замок унаследовал Фридрих цу Золмс-Барут, который был представителем немецкого движения сопротивления нацистам в составе кружка Крейзау. Его арестовали после неудавшегося покушения на жизнь Гитлера, а его имущество было конфисковано.
Замок пережил Вторую мировую войну практически невредимым, но был разграблен советскими войсками. В 1949 году в результате пожара полностью сгорели два крыла замка: каретная и дом прислуги. Очередные владельцы замка — Болеславское лесничество и Польская народная армия не слишком заботились о состоянии замка, вследствие чего он все больше приходил в упадок, в частности были разрушены крыша, потом стены, полы, буазери, росписи, порталы, печи и дымоходы.
В 1970-х годах неудачные попытки спасения замка осуществила Вроцлавская политехника. После падения коммунизма замок приобрела коммерческая компания из Вроцлава и превратила его в роскошный развлекательный и конференц-центр, который был открыт в 1999 году.

## Галерея

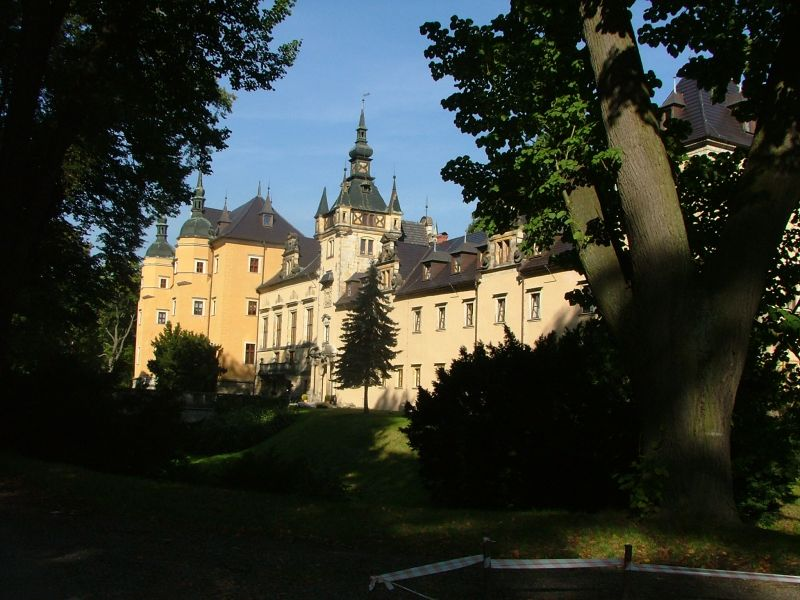
Вид замка
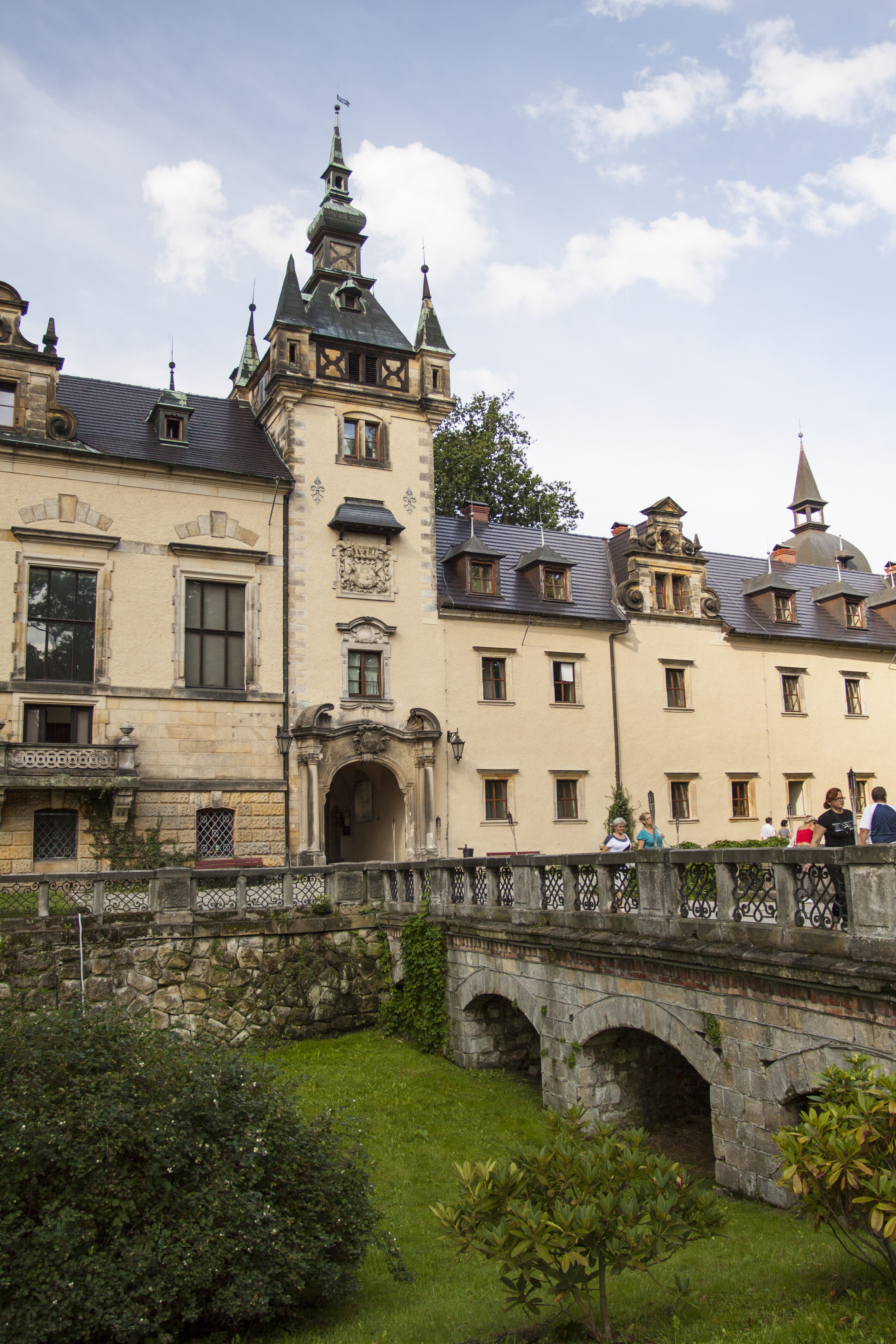
Вход в замок
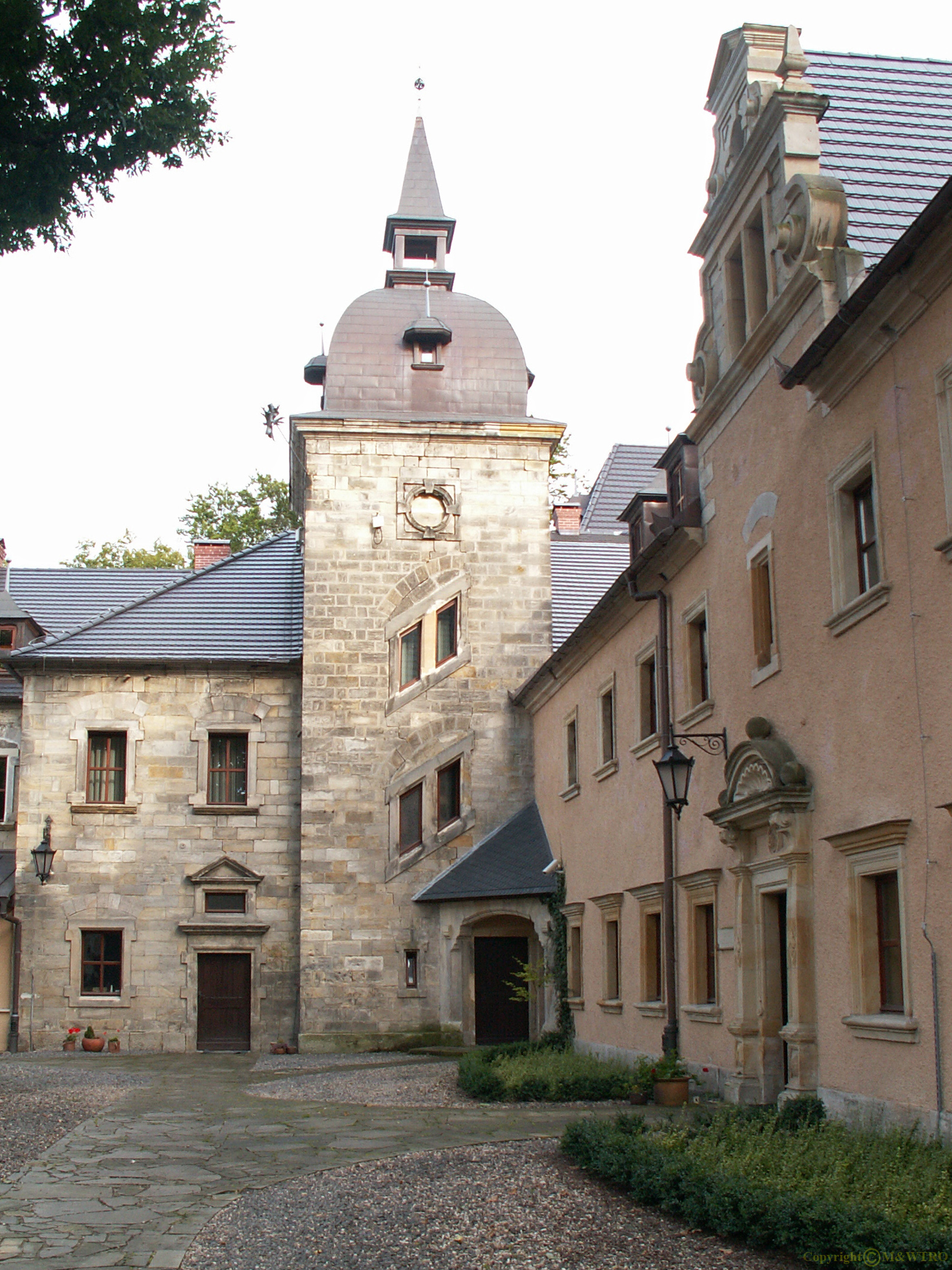
Замковый двор
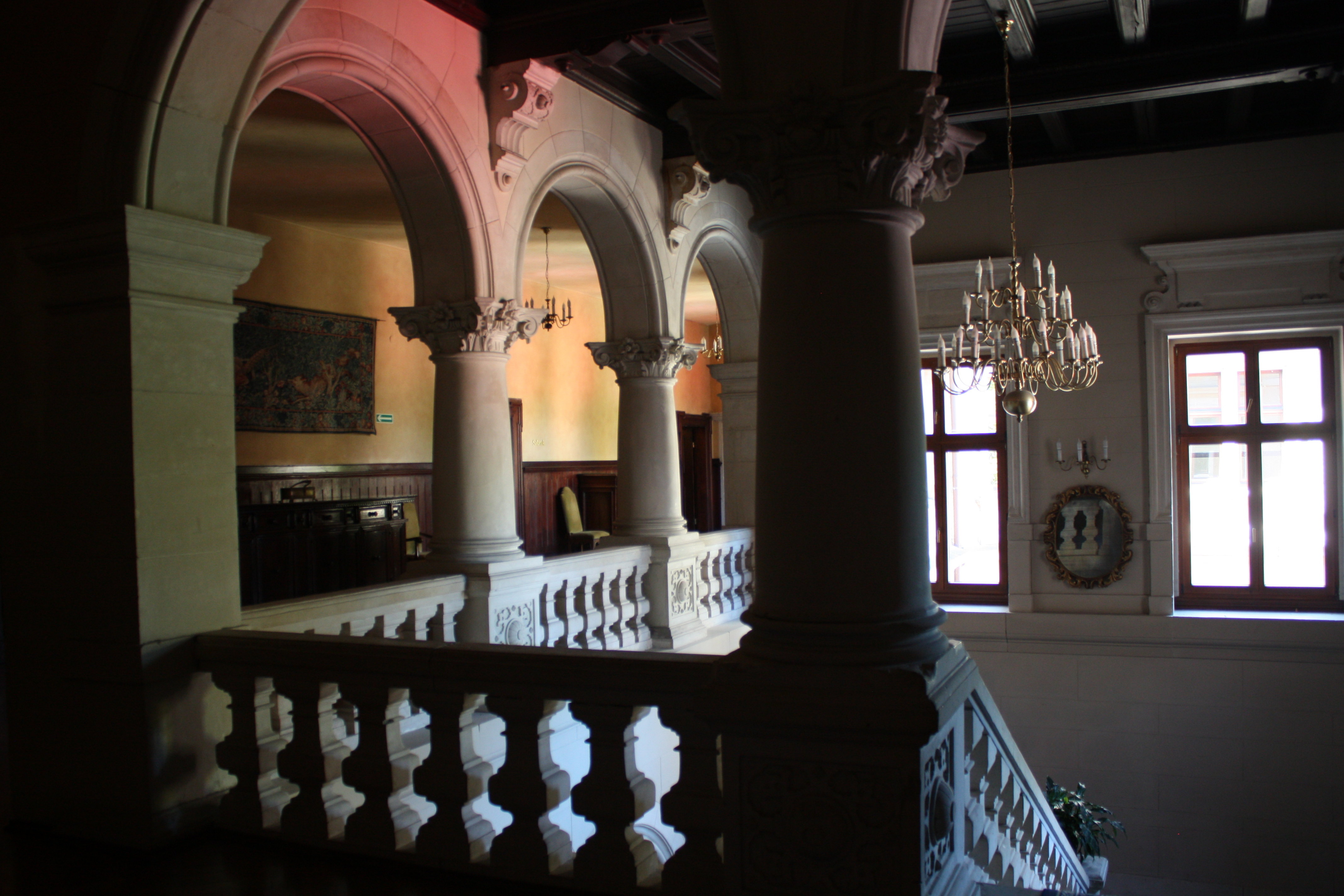
Вестибюль замка